# Postzegels van Bulgarije
De postzegels van Bulgarije verschijnen sinds 1879. De postzegels van Oost-Roemelië zijn nauw verwant aan die van Bulgarije. Kenmerkend voor de postzegels van Bulgarije zijn de vele drukkerijen waar doorheen te tijd zegels werden gedrukt.

## Geschiedenis

### Ottomaanse periode

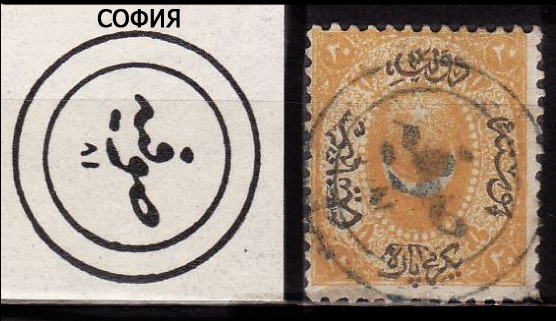
Ottomaanse postzegel uit Bulgarije, 1865.

Sinds de 14de eeuw was Bulgarije een onderdeel van het Ottomaanse Rijk. Op 3 maart 1878 echter verkreeg Bulgarije zelfbestuur als zelfstandig vorstendom binnen het Ottomaanse Rijk (het Vorstendom Bulgarije), om vervolgens op 22 september 1908 een volledig onafhankelijk koninkrijk te worden (het Koninkrijk Bulgarije). Het zelfbestuur stelde Bulgarije in 1879 in staat om een postdienst op te richten en om postzegels uit te geven. Evenwel werden sinds 1863 reeds postzegels van het Ottomaanse rijk gebruikt, die werden afgestempeld met genummerde stempels en later met poststempels waarop de plaatsnaam van de afstempeling stond.
Tijdens de Russisch-Turkse oorlog van 1877-1878 geraakte de Turks post- en telegrafie-infrastructuur in Bulgarije zwaar beschadigd. Vanaf 12 april 1877 organiseerde men aan Russische zijde een veldpostdienst op grondgebied van Bulgarije, bestaande uit onder andere 21 lokale postbedrijven, en begonnen ze het telegrafienetwerk herop te bouwen, alsook uit te breiden. De Russische militaire veldpost functioneerde tot mei-juni 1879. Tegelijkertijd zette de burgerlijke administratie van het hoofdkwartier van het Russische leger in Bulgarije een burgerlijke postdienst op.

### Bulgarije

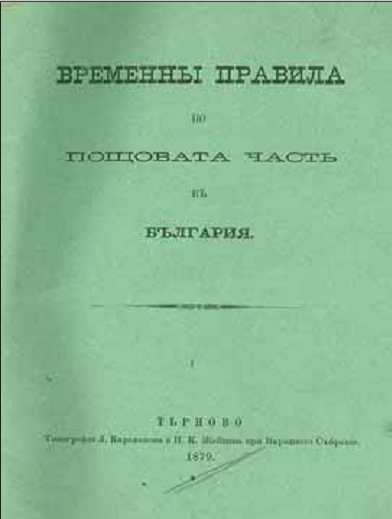
"Tijdelijke regels voor de postdiensten in Bulgarije", 1879.

Op 1 april 1879 keurde de keizerlijke Russische Commissaris in Bulgarije, prins Aleksandr Michaylovitsj Dondoekov-Korsakov, de "Tijdelijke Regels voor de postdiensten in Bulgarije" goed, een wetgevende tekst samengesteld met inachtneming van de aanbevelingen van hogerhand. Volgens deze regels werd het beheer en de organisatie van de postcommunicatie toevertrouwd aan een nieuw opgericht publiek postbedrijf, onder controle van eerst het ministerie van Binnenlandse Zaken en later van het ministerie van Buitenlandse Zaken van het Vorstendom Bulgarije. De regels werden van kracht op 1 mei 1879.
Op 14 mei 1879 droegen Russische functionarissen alle post- en telegrafiekantoren, inclusief het materiaal, over aan Bulgarije. In totaal ging het om 39 postkantoren, 26 telegrafiekantoren, 1630 km telegrafielijnen, 64 telegraafeenheden en andere apparatuur. Veel Russische post- en telegrafiemedewerkers en technici bleven vrijwillig aan het werk in de nieuw opgerichte Bulgaarse post- en telegrafiekantoren. Sinds die tijd is er maar één postbedrijf actief in Bulgarije, het nationale postbedrijf.
Op 1 november 1881 werd een nieuwe postwet goedgekeurd. Het ging om de "Voorlopige regelgeving inzake post en telegraaf", waarbij de postdiensten en de telegrafiediensten werden samengevoegd onder één leiding.
De ontwikkeling van het spoorwegnet in Bulgarije bleek een katalysator te zijn voor de postdiensten, die zich versneld ontplooiden.
Begin 1894 werd de wet op de organisatie van de landelijke post aangenomen. Hierdoor kon tot drie keer per week correspondentie worden geleverd op het platteland. Landelijke postkantoren stelde men onder controle van de gemeenteraden.
Door een besluit van de Bulgaarse ministerraad eind 1992 werd de Blgarski Poschi dalekosobscheniya ("Bulgaarse Post- en Telecommunicatiedienst") opgesplitst in twee aparte bedrijven: het postbedrijf Balgarski Poshti en een  telecombedrijf. Beide bedrijven bleven echter in handen van de overheid.

## Overzicht van de postzegels

### Klassieke periode (1878-1908)
Op 21 september 1878 beval prins Aleksandr Michaylovitsj Dondoekov-Korsakov het Russische Ministerie van Binnenlandse Zaken om een miljoen postzegels te drukken, bestemd voor correspondentie binnen Bulgarije. Het bevelschrift ging gepaard met een eerste ontwerp voor die zegels. Het ging om een typisch Bulgaars symbool: een staande leeuw. Aanvankelijk wilde men vijf coupures vervaardigen met frankeerwaardes van 5, 10, 20, 40 en 80 centimes. De munteenheid was de Franse frank.

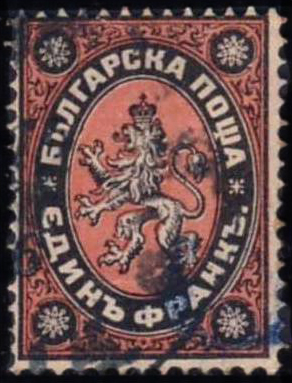
Type "Grote leeuw", 1879.

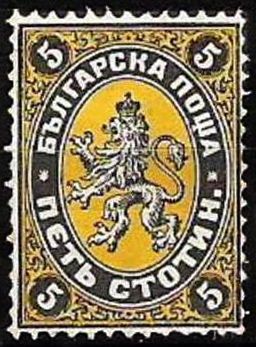
Type "Grote leeuw", 1881.

Tevens verzocht Dondoekov-Korsakov om een postdienst op te starten tussen Rusland en Bulgarije. In een antwoordbrief van 17 oktober 1878 liet het ministerie weten hierop te kunnen ingaan. De tarieven voor deze Russisch-Bulgaarse (grensoverschrijdende) zendingen werden vervolgens bepaald overeenkomstig de voorschriften en de verdragen die werden opgesteld in de schoot van de Wereldpostunie.
De eerste serie postzegels van Bulgarije, die met het type "Grote leeuw" is gaan noemen, ging in omloop op 11 april 1879. De oplage zag er als volgt uit:
- 5 centimes: 250.000 postzegels;
- 10 centimes: 100 000 postzegels;
- 50 centimes: 150 000 postzegels;
- 1 frank: 100 000 postzegels.

De zegels van dit type hadden overigens dezelfde grootte en perforatie als de postzegels van Rusland uit die tijd. Ze werden gedrukt in de Russische Staatsdrukkerij in Sint-Petersburg op wit golfpapier.
In april 1881 voorzag men een heruitgave van de zegels van dit type, alsook een aanvulling van nieuwe coupures. Dit had alles te maken met de introductie in Bulgarije van een nieuwe munteenheid: de Bulgaarse lev. In december 1882 volgde een nieuwe uitbreiding en werden de zegels met de reeds ingevoerde frankeerwaardes heruitgegeven in een andere kleur.

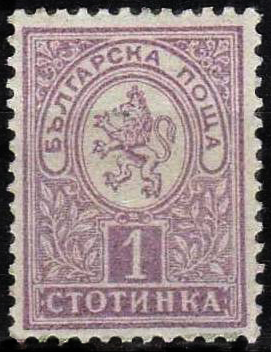
Type "Kleine leeuw", 1889.

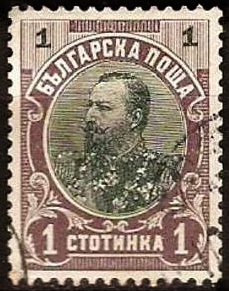
Type "Prins Ferdinand", 1901.

In 1889 werd het nieuw type "Kleine leeuw" uitgebracht, met een gewijzigde tekening. Deze zegels werden gedrukt in de Nationale Zegeldrukkerij van Parijs (1889-1891), de Staatsdrukkerij van Wenen (1892) en uiteindelijk in het Bulgaarse Sofia zelf (1893-1901).
In april 1901 kwam er een reeks van 12 standaardzegels met een portret van prins Ferdinand, die overigens zelf een filatelist was. Deze zegels werden opnieuw gedrukt in Sint-Petersburg, niet meer in de Russische Staatsdrukkerij maar op de cartografische afdeling van het Ministerie van Oorlog. Stefan Badzhov was de ontwerper van deze reeks. De Ottomaanse postdiensten beschouwden deze zegels echter als ongeldig. De Turken, die de jure nog steeds de bezettende macht was in Bulgarije, ging immers niet akkoord met het afbeelden van prins Ferdinand op de zegels. Die was immers tegelijkertijd gouverneur-generaal van Oost-Roemelië, een gebied dat door het Ottomaanse Rijk nog steeds als zijn provincie werd beschouwd. Voor het bezorgen van brieven met deze postzegels verdubbelden de Turken dan ook de portokosten.

### 1908-1944

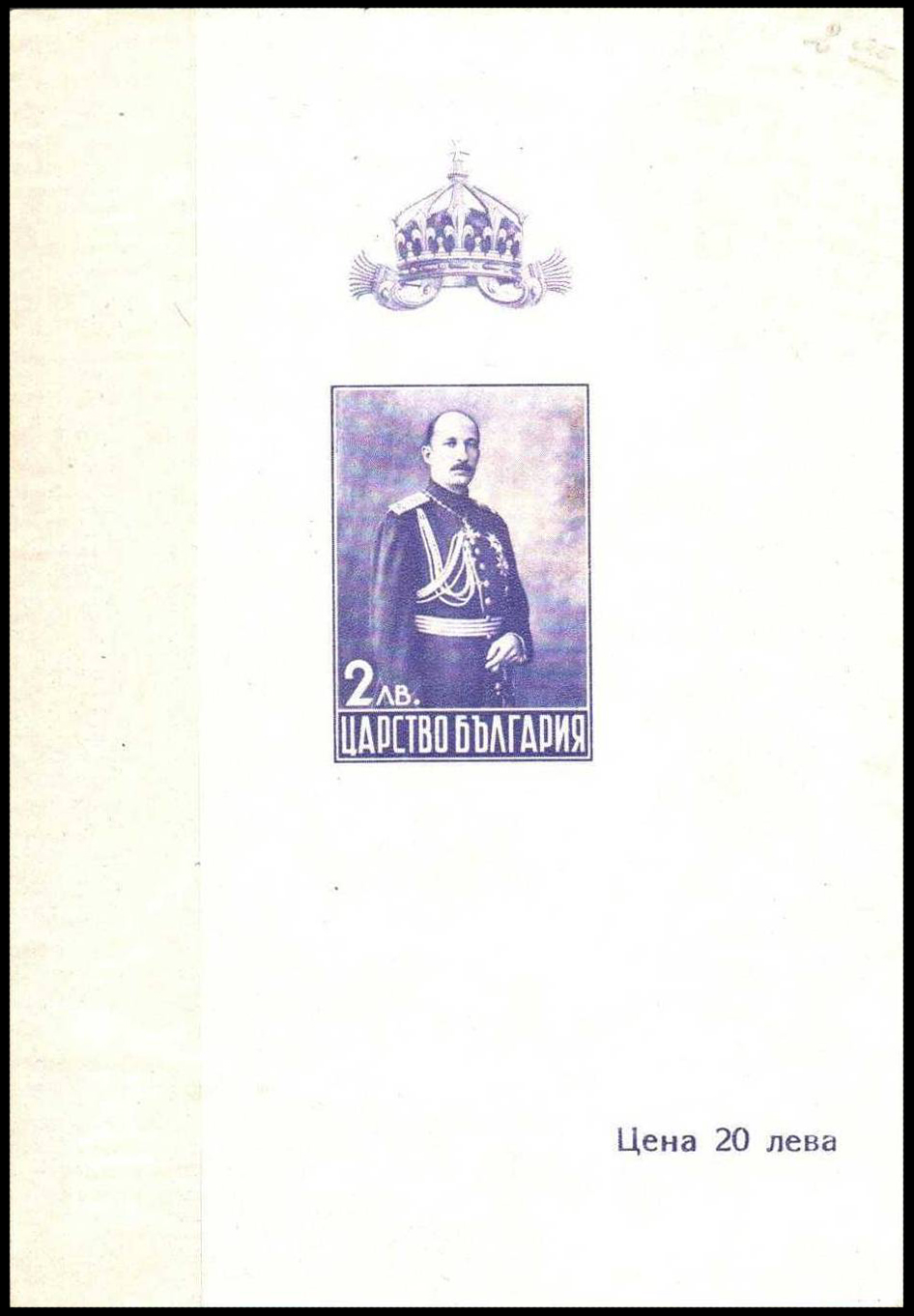
Eerste Bulgaars postzegelblok, met opschrift ЦАРСТВО БЪЛГАРИЯ ("Koninkrijk Bulgarije"), 1937.

Op 22 september 1908 werd het Koninkrijk Bulgarije opgericht. Pas sinds 1911 was hiervan iets te merken op de Bulgaarse postzegels. In plaats van het opschrift БЪЛГАРСКА ПОЩА ("Bulgaarse post") vermeldde men vanaf toen БЪЛГАРИЯ ("Bulgarije"). In 1917 verschenen vervolgens de eerste postzegels met het opschrift ЦАРСТВО БЪЛГАРИЯ ("Koninkrijk Bulgarije"). Dit opschrift bleef behouden tot aan de Tweede Wereldoorlog. Soms werd echter de landsnaam in het Frans vermeld: BULGARIE.
In februari 1911 werd een nieuwe standaardreeks van 12 coupures in omloop gebracht, met als onderwerpen portetten en landschappen. De ontwerpers warenA. Mitov en G. Eustatiev. De zegels werden gedrukt in het Verenigd Koninkrijk door Bradbury, Wilkinson & Co. en ook in Rome. Van deze zegels maakte men in 1912 bezettingszegels door middel van een overdruk. Deze werden gebruikt in de gebieden die Bulgarije wist te veroveren op het verzwakte Ottomaanse Rijk tijdens de Eerste Balkanoorlog.
In oktober 1937 gaf Bulgarije zijn eerste postzegelblok uit, dat was gewijd aan de 19de verjaardag van de troonsbestijging van tsaar Boris III.

### Moderne periode (1946-heden)
Op 15 september 1946 werd de communistische Volksrepubliek Bulgarije uitgeroepen, nadat in een vervalst referendum de bevolking zich met 95% uitsprak voor de afschaffing van de monarchie en het instellen van de republiek. Daardoor werd tsaar Simeon II afgezet. Tot het uiteenvallen van de Sovjet-Unie zou Bulgarije zich in 1990 omvormen van een communistische volksrepubliek tot een democratische meerpartijenstaat, die in 2007 zou toetreden tot de Europese Unie.
Op de Bulgaarse postzegels veranderde het opschrift in september 1946 in НАРОДНА РЕПУБЛИКА БЪЛГАРИЯ ("Volksrepubliek Bulgarije"). Vanaf 1948 werd veelal de afkorting Н. Р. БЪЛГАРИЯ. In 1989 veranderde het opschrift vervolgens in het tweetalige БЪЛГАРИЯ/BULGARIA (Bulgaars en Engels).

## Galerij

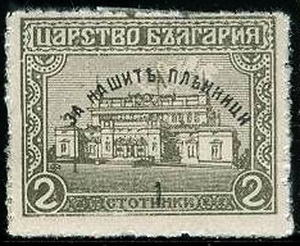
De eerste liefdadigheidszegel van Bulgarije, 1920.
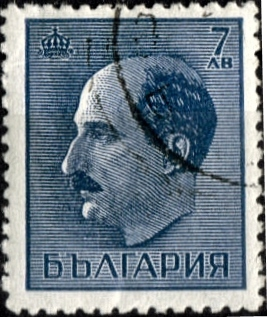
Postzegel met de beeltenis van tsaar Boris III, 1940.
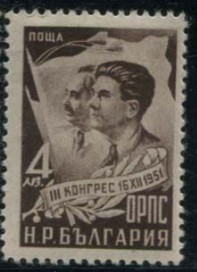
Postzegel uit de communistische periode, 1951.
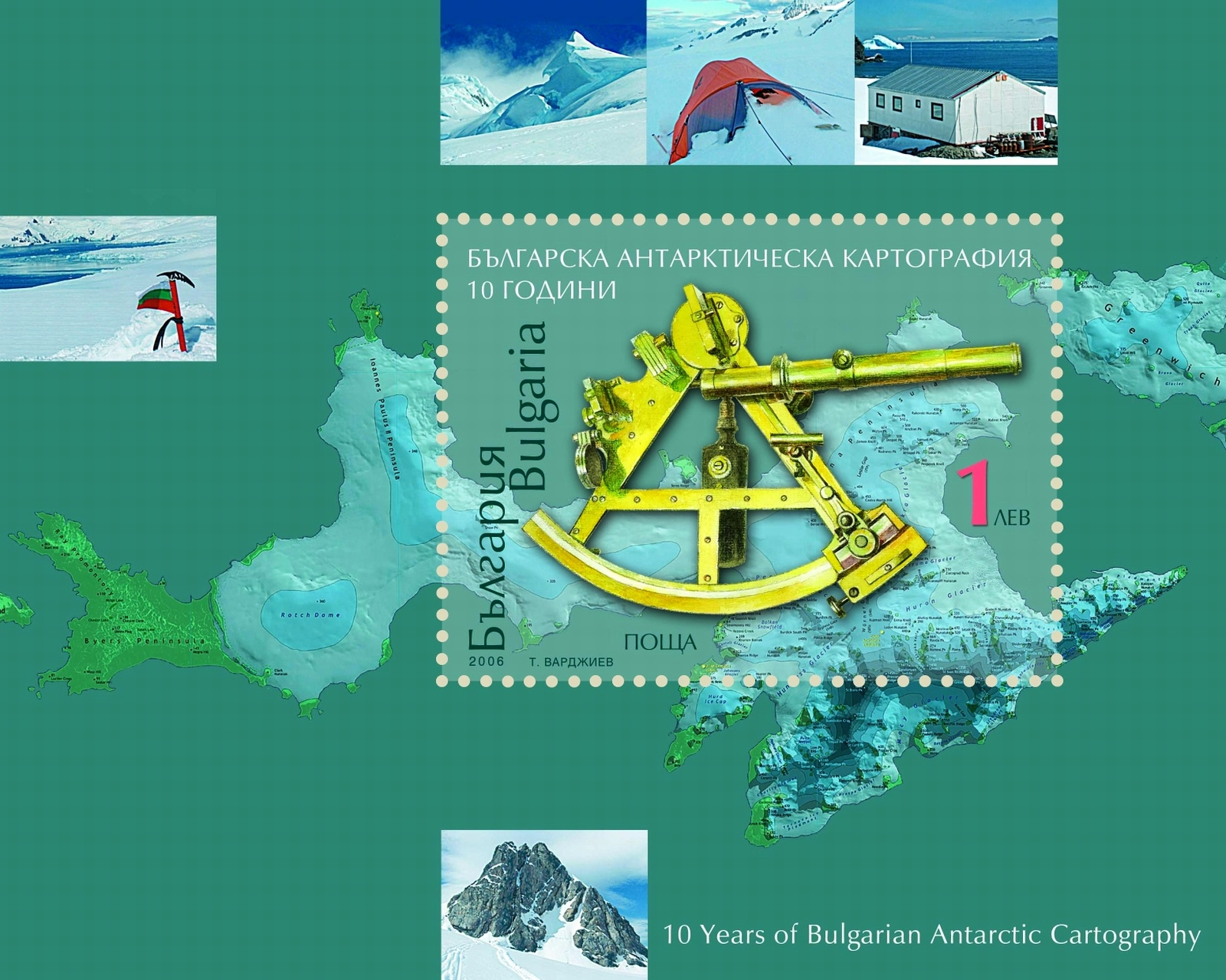
Moderne postzegel met tweetalig Bulgaars-Engels opschrift, 2006.

Portaal · Categorie